# Douglas Crise
Douglas Alan Crise (* 1. Mai 1961 in Smithton, Pennsylvania) ist ein US-amerikanischer Filmeditor.

## Leben
Douglas Alan Crise wurde als drittes von fünf Kindern von dem Postboten Glenn Crise und der Hausfrau Catherine Crise in Smithton, Pennsylvania geboren. Nachdem er 1979 seinen High-School-Abschluss an der Yough Senior High School erworben hatte, arbeitete er einige Jahre lang als Fleischer bei Shop 'n Save, einem Lebensmitteleinzelhandel in Pittsburgh. Nachdem er Film an der University of Pittsburgh studierte, zog er nach Los Angeles, wo er erstmal nur einen Job als LKW-Fahrer fand. Also zog er für ein Jahr zurück nach Pittsburgh und versuchte es anschließend ein zweites Mal in Los Angeles, wo er monatelang als unbezahlter Praktikant und Schnittassistent arbeitete. Als er 1997 beim Filmschnitt von Clockwatchers assistierte, lernte Cris den Filmeditor Stephen Mirrione kennen, und war dessen Schnittassistent bei seinen nächsten Projekten: Traffic – Macht des Kartells, Ocean’s Eleven, Geständnisse – Confessions of a Dangerous Mind und Good Night, and Good Luck..
Für den gemeinsamen Schnitt an Babel, einem Drama von Alejandro González Iñárritu, wurden Cris und Mirrione 2007 für den Oscar mit einer Nominierung in der Kategorie Bester Schnitt bedacht.
Douglas Crise heiratete 1988 Lori M. Kohl und nach der Scheidung 1992 Carolyn A.Frazier. Aktuell ist er mit seiner ehemaligen Schnittassistentin Denise Marquez verheiratet.

## Filmografie (Auswahl)
- 1997: Clockwatchers (Schnittassistenz)
- 2000: Traffic – Macht des Kartells (Traffic) (Schnittassistenz)
- 2001: Ocean’s Eleven (Schnittassistenz)
- 2002: Geständnisse – Confessions of a Dangerous Mind (Confessions of a Dangerous Mind) (Schnittassistenz)
- 2004: Gauner unter sich (Criminal)
- 2005: Good Night, and Good Luck. (Schnittassistenz)
- 2006: Babel
- 2007: The Nines – Dein Leben ist nur ein Spiel (The Nines)
- 2008: Deception – Tödliche Versuchung (Deception)
- 2008: Lovely, Still
- 2009: Breaking Point
- 2010: Trust
- 2011: Bulletproof Gangster (Kill the Irishman)
- 2012: Arbitrage – Macht ist das beste Alibi (Arbitrage)
- 2012: Spring Breakers
- 2013: Decoding Annie Parker
- 2014: Cesar Chavez
- 2014: Birdman oder (Die unverhoffte Macht der Ahnungslosigkeit) (Birdman or (The Unexpected Virtue of Ignorance))
- 2015: Dark Places – Gefährliche Erinnerung (Dark Places)
- 2016: Gold
- 2018: Zoe
- 2021: The Ice Road
- 2021: The Survivor
- 2025: The Alto Knights

## Auszeichnungen (Auswahl)
Oscar
- 2007: Nominierung für den Besten Schnitt von Babel

British Academy Film Award
- 2007: Nominierung für den Besten Schnitt von Babel

Online Film Critics Society Award
- 2006: Nominierung für den Besten Schnitt von Babel